# Galium tyraicum
Galium tyraicum är en måreväxtart som beskrevs av Michail Klokov. Galium tyraicum ingår i släktet måror, och familjen måreväxter.
Artens utbredningsområde är Ukraina. Inga underarter finns listade i Catalogue of Life.